# Hành tinh khỉ
Hành tinh khỉ là một tiểu thuyết do Pierre Boulle, xuất bản lần đầu vào năm 1963 bằng tiếng Pháp có tên là La Planète des Singes. Nghĩa của từ singe bao gồm cả "vượn" và "khỉ".

## Tóm tắt nội dung
Truyện được bắt đầu với cuộc đối thoại của một cặp có tên là Jinn và Phillys. Họ đang đi trên một tàu vũ trụ và bỗng bắt gặp một cái lọ thủy tinh đang trôi bồng bềnh trong không gian, bên trong có chứa một bản thảo. Bản thảo đó do một người đàn ông có tên là Ulysse Mérou viết với mục đích để cảnh báo người khác tránh khỏi một mối nguy hiểm đang đe dọa loài người, ông đã tường thuật lại toàn bộ nội dung sự việc kinh hoàng đã xảy ra với ông như sau:
Vào năm 2500, có một chuyến du hành vũ trụ thám hiểm không gian gồm 3 người bao gồm: một nhà báo (chính là người đang kể lại câu chuyện), một vị giáo sư tên là Antelle chuyên về thiên văn học, đã phát minh ra con tàu du hành vũ trụ có thể đi với vận tốc gần bằng vận tốc ánh sáng, và học trò của ông, Levain, một nhà vật lý giỏi. Họ đã quyết định đi đến vùng không gian của một ngôi sao khổng lồ có tên là Betelgeuse, đây chính là ngôi sao Alpha trong nhóm có 7 ngôi sao của chòm sao Orion thuộc vùng Xích đạo. Để đi đến đó mất khoảng 350 năm, nhưng với tốc độ của phi thuyền này thì chỉ khoảng hơn 2 năm đối với những người trên phi thuyền. Vì tốc độ của phi thuyền là rất nhanh nên họ sẽ mất khoảng 12 tháng để gia tốc và 12 tháng để giảm tốc, giữa khoảng thời gian đó là khoảng vài giờ họ bay với tốc độ thực sự.
Khi tới được Betelgeuse, họ nhận ra rằng hành tinh thứ hai của ngôi sao này không khác gì Trái Đất, cũng có đầy đủ sông biển, cây cối, động vật, thực vật v.v...chỉ có hình dáng các đại lục thì không giống như ở Trái Đất. Tại đây, họ gặp một sinh vật đầu tiên có hình dạng giống hệt con người, là một cô gái rất xinh đẹp, tỷ lệ cơ thể rất hoàn hảo, nhưng không mặc quần áo, không biết nói, chỉ phát ra được một số âm thanh giống tiếng kêu của động vật, còn đôi mắt thì không hề biểu lộ thần thái như một con người. Họ đã gọi hành tinh này là Cô Em, vì giống như chị em song sinh với Trái Đất, còn gọi cô gái đó là Nova, do sự liên tưởng đến việc xuất hiện một ngôi sao mới.
Sau một vài giờ làm quen và khám phá vùng đất nơi cả đoàn đã đặt chân, nhóm người đã phát hiện ra một điều là những con người ở đây hoàn toàn không có nhận thức, họ sống trong các khu rừng, ngủ ở các tổ trên cây, chơi các trò rất đơn giản, chủ yếu là đuổi bắt, không có khả năng nói hay cười. Thỉnh thoảng có các cuộc săn bắt diễn ra ở trong rừng, đi săn lại là những con khỉ, con vượn và đười ươi biết mặc quần áo và sử dụng công cụ như súng, dây, cưỡi ngựa hay hút xì gà v.v...rất thành thạo và chuyên nghiệp. Trông chúng không khác gì con người trên Trái Đất ngoại trừ hình dáng, bộ lông và đôi bàn tay đi găng tay da màu đen để có thể sử dụng khi di chuyển trên cao khi cần thiết. Các bộ quần áo này có kiểu giống như quần áo ở thế kỷ 20 trên Trái Đất.
Sau một cuộc đi săn như vậy, không may Levain đã bị bắn chết như những con người khác trên ngôi sao này và vị giáo sư Antelle cùng với Ulysse, cô gái Nova đều bị bắt về và đưa vào Sở thú của Thành phố của loài khỉ. Thành phố này giống hệt như các thành phố ở Trái Đất trong thế kỷ 20, ngoại trừ phần đường giao thông, nơi có làn đường đi bộ bắc ngang qua thì họ lại làm những giàn thép cao để các con khỉ nơi đây đu lên đó mà đi sang đường, đó cũng là lý do chúng sử dụng đôi găng tay da một cách thường xuyên. Ulysse Mérou bị bắt giam cùng chuồng với Nova và anh bị sử dụng trong các cuộc thí nghiệm về trí thông minh của loài người tại hành tinh này. Các con khỉ đã dùng các thí nghiệm về phản xạ có điều kiện và vô điều kiện giống như thí nghiệm của Pavlov trên loài chó.
Qua các cuộc thí nghiệm, Ulysse đã cố gắng chứng tỏ mình là một con người hoàn toàn khác những con người nơi đây. Anh không phản ứng theo những gì những con khỉ đó dự đoán và trong việc nghiên cứu về hành vi tính dục của con người, anh cũng không thể hiện phản xạ như những con đực khác là nhảy múa, ve vãn con cái và rồi cuối cùng là sự giao phối. Các biểu hiện khác thường của anh được Zira, một con vượn cái đồng thời là một nhà khoa học trẻ để ý đến và anh đã tranh thủ sự chú ý này để ra hiệu, giao tiếp và học hỏi dần ngôn ngữ chính của hành tinh này.
Cũng nhờ qua các công thức toán học, vật lý, các sơ đồ trong không gian, vị trí các hành tinh v.v... mà Ulysse đã thuyết phục được cô vượn cái tin rằng mình là một con người đến từ hành tinh khác trong không gian. Anh đã được Zira ủng hộ và cho đi chơi, tham quan các nơi trong thành phố và anh (tuy nhiên vẫn phải có xích đeo vào cổ) giống một con vật nuôi trong nhà được đi theo người chủ của mình vậy và không được mặc quần áo.
Anh đã được gặp vị hôn thê của Zira, tên là Cornélius, một nhà khoa học trẻ đầy triển vọng. Với sự giúp đỡ của Cornélius, Ulysse đã hoàn thành được một bài diễn văn khá quan trọng để đọc trước Hội đồng Khoa học của Thành phố. Ở hành tinh này không phân chia nhiều quốc gia mà chỉ có một và nói chung ngôn ngữ. Với bài diễn văn rất thành công của mình, Ulysse đã gây một sự bất ngờ lớn và lấy được niềm tin của toàn bộ Hội đồng khoa học, anh lại được trả lại tự do và mặc quần áo như một con người thực thụ. Bọn họ đã xếp cho anh vào làm tại Viện nghiên cứu về con người nơi đây.
Sau một vài tháng, anh đã tìm hiểu được rõ về hành tinh này. Công nghệ và văn hóa dường như phát triển cực kỳ chậm chạp hay có thể nói là không hề phát triển trong một thời gian khá dài. Nhưng điểm xuất phát nền văn minh của họ dường như lại là một thành tựu lớn chứ không phải là từ con số không. Những thành tựu công nghệ hiện nay không cao hơn so với điểm xuất phát ban đầu là mấy. Nhưng sau một lần đi xem dấu vết đổ nát của thành phố cổ, Ulysse và Cornélius đã khám phá ra một điều rất quan trọng, khác hoàn toàn với những lý thuyết về tổ tiên loài vượn ở hành tinh này.
Theo thuyết tiến hóa của hành tinh này, cây tiến hóa cũng giống như lược đồ biểu diễn quá trình phát triển của thế giới động thực vật trên Trái Đất, nhưng khi đến nhánh của loài người thì bị dừng lại, còn thân cây chính tiếp tục đi lên, sinh ra các loài khỉ tiền lịch sử để rồi cuối cùng đi đến ba mũi quá độ của sự phát triển bao gồm 3 loài đang thống trị cùng nhau trên hành tinh này gồm đười ươi, khỉ, vượn. Lý luận của các cư dân nơi đây là bộ não của khỉ đã được phát triển ngày càng có tổ chức và phức tạp hơn, do sử dụng được cả bốn chi, họ luôn tiếp cận và sinh hoạt với thế giới theo cả ba chiều không gian, còn bộ não con người thì không thay đổi mấy do chỉ sử dụng có 2 chi, hạn chế không gian tiếp cận và không có tiếng nói, một yếu tố quan trọng để thúc đẩy sự phát triển của bộ não.
Giả thuyết này đã được tin chắc như vậy hàng bao nhiêu năm nay, nhưng việc phát hiện ra một con búp bê trong đống đổ nát thành phố cổ đã nói lên điều ngược lại. Con búp bê này được mặc áo, váy, quần lót giống như những em bé khỉ khác trên hành tinh (điều này rất quan trọng vì không có khái niệm con người lại được mặc quần áo) và quan trọng hơn, nó còn có thể phát âm từ "papa", theo tiếng của loài người (ở đây là tiếng Pháp) và tiếng khỉ cũng có nghĩa là "bố ơi". Họ cũng đã phát hiện ra một khu vực lớn xương người được xếp theo một trật tự giống như nghĩa địa của loài khỉ.
Sau khi phát hiện điều thú vị trên, Cornélius đã làm một số nghiên cứu nữa để làm sáng tỏ thêm nguồn gốc của loài khỉ. Bằng việc lắp một thiết bị với sự tác động của dòng điện đã làm trỗi dậy trí nhớ không những của bản thân mà còn là trí nhớ của giống nòi đã hằn sâu trong ký ức, anh đã làm cho hai người, một đàn ông và một là đàn bà, trong lúc ngủ do bị đánh thuốc mê, đã nói hết mọi điều ấn tượng mạnh với họ từ ngàn đời. Họ đã nói rất nhiều, với các giọng già, trẻ khác nhau, khi thì là một bà nội trợ, khi thì là một cô giáo, khi thì là người dạy thú, v.v... về việc nổi dậy, về những suy nghĩ mới, về tính khí bất thường của con khỉ, vật nuôi hằng ngày của họ và dần dần chúng đã làm cho họ khiếp sợ dẫn đến việc phải bỏ chạy vào rừng để sống thành một bầy đoàn người với nhau. Điều này xảy ra do con người đã phát minh nhiều phương tiện kỹ thuật hiện đại, các lao động giản đơn đã để cho máy móc và khỉ làm. Càng ngày con người càng lười lao động, lười suy nghĩ, mọi vấn đề đều phụ thuộc vào loài khỉ và bị chúng áp đảo.
Ulysse cũng đã không quên đến thăm vị giáo sư Antelle ở sở thú. Nhưng một điều đau buồn là sau một thời gian sinh hoạt chung cùng chuồng với những con người khác và việc không tranh đấu, không tự bảo vệ mình và khẳng định mình, ông đã bị thuần hóa và có biểu hiện giống như những con người nơi đây. Ông đã không nhận ra Ulysse, nhìn anh với cặp mắt vô hồn và tiếp tục các trò phản ứng vô điều kiện trong các thí nghiệm của loài khỉ. Ulysse đã cố gắng mọi cách nhưng không thể kéo ông trở về với bản chất ban đầu là một vị giáo sư hết sức lỗi lạc. Trong thời gian này thì Nova, cô gái được nhốt chung chuồng cùng với Ulysse từ hồi anh bị bắt đã có thai với anh và đến ngày sinh đẻ. Cô được nhốt riêng để chăm sóc.
Điều này cũng đồng thời có nghĩa là một thế hệ con người mới sắp được sản sinh ở đây. Việc này không thể được các giáo sư khỉ, vượn, đười ươi ở đây chấp nhận, chấp nhận điều này có nghĩa là họ sẽ phải viết lại giả thuyết của mình, rằng con người mới chính là tổ tiên của loài vượn, khỉ; rằng những phát minh, những công cụ, thiết bị đang sử dụng hiện nay là phần lớn là do con người phát minh ra, còn bọn họ chỉ là sử dụng một cách bắt chước và có cải tạo đi một chút cho phù hợp mà thôi. Thế giới khỉ đã quyết định phải thủ tiêu Ulysse cùng gia đình của anh. May sao Cornélius, Zira cùng những người bạn của họ là những nhà khoa học chân chính đã giúp gia đình anh lên một con tàu khác, phóng ra ngoài không gian và nhập vào phi thuyền cũ của anh từ lâu vẫn đang chạy trên quỹ đạo của hành tinh khỉ.
Một lần nữa, con tàu lại tiếp tục chuyến du hành trở về Trái Đất. Con tàu này đã được bố trí một hệ thống trồng cây và vật nuôi khá tốt, đảm bảo lương thực thực phẩm trong suốt quá trình đi. Sau 700 năm, Ulysse đã trở về Trái Đất. Con anh lúc này được 2 tuổi rưỡi, nói được rất nhiều từ và Nova đã tập phát âm và học bập bõm được một số tiếng người từ cậu con trai của mình. Anh xuống Trái Đất tại một địa điểm bên ngoài thành phố Paris. Tuy nhiên, khi bước chân xuống đất, anh đã nhận ra rằng, toàn bộ Trái Đất bây giờ cũng đang bị thống trị bởi loài khỉ như ở trên hành tinh anh vừa trốn chạy. Nova hốt hoảng bế con trai chạy vội về khoang tàu và anh vội vã cho tàu quay trở về không gian ngoài. Anh đã viết một bức thư kể lại toàn bộ sự việc, cho vào trong lọ và ném vào vũ trụ để cảnh báo sự việc.
Câu truyện kết thúc trở về với đôi mà đã tìm thấy cái lọ thủy tinh, chính đôi này cũng là một đôi khỉ. Họ chế giễu về cái gọi là loài người, làm sao mà loài người có thể chế tạo được ra tàu du hành vũ trụ và kết luận rằng, câu chuyện đã được viết ra bởi trò đùa của một con khỉ nào đó.

## Ý nghĩa của truyện
Với "Hành tinh khỉ", Pierre Boulle muốn cảnh tỉnh con người bằng một câu chuyện mang tính triết lý và giáo dục sâu sắc. Ở hành tinh Cô Em, loài người đã không ý thức được mình, để cho những thuộc tính xấu phát triển như sự lười nhác, quen hưởng thụ, bỏ mặc đồng loại, sống ích kỷ phát triển. Vì thế, một xã hội văn minh đã được xây dựng ngàn đời bị tiêu diệt. Họ vẫn là hình hài con người nhưng mọi hành động và suy nghĩ không hơn con vật là bao nhiêu. Những con khỉ trước kia vốn chịu sự chỉ đạo của con người thì nay chúng lại là chủ nhân của một xã hội văn minh, chi phối cuộc sống con người, do giống khỉ ham bắt chước, chịu động não.
Con người đang sống trong thời đại khoa học kỹ thuật phát triển, như thống kê, cứ 3 phút có một vụ tự tử, 1,5 phút lại có một vụ ly hôn, rồi chiến tranh liên miên xảy ra ở nhiều nơi... Việc cương quyết chống lại mọi tư tưởng, hành động trái với bản chất con người, đó mới là thuộc tính tốt đẹp của con người. Con người ngày càng hoàn thiện những thuộc tính đó thì Trái Đất này mới giữ được màu xanh, con người mới đúng là NGƯỜI nhất.

## Các chuyển thể
Câu truyện về một xã hội loài khỉ cũng đã được phổ biến ở các thể loại khác. Ý tưởng trong truyện của Boulle dã được chuyển thể thành phim video, phim truyền hình và những tiểu thuyết khác mô phỏng theo.

### Phim
Planet of the Apes (1968) là một bộ phim khoa học viễn tưởng gây chấn động, dựa trên tiểu thuyết của Boulle, được đạo diễn bởi Franklin J. Schaffner và do Charlton Heston đóng vai chính. Đó chính là tầm nhìn của nhà sản xuất Arthur P. Jacobs, người được Rod Serling uỷ quyền viết kịch bản, nhưng phiên bản cuối cùng lại được viết bởi Michael Wilson. Jacobs đã tranh thủ Heston (người đã tranh thủ tình cảm của Schaffner) làm tốt công việc, và Heston là người hỗ trợ chính cho tài chính của bộ phim. Họ đã được sự ủng hộ của Mort Abrahams sau khi sản xuất ra một phiên bản demo ngắn của bộ phim, phần này chỉ ra rằng sự hóa trang (lúc đầu do Ben Nye, Sr., nhưng rõ ràng với sự thiết kế hoàn hảo của John Chambers cho bộ phim chính) đủ sức thuyết phục rằng phần lớn các bộ quần áo khỉ không đến nỗi kỳ dị lắm. Một điều rất thú vị rằng, trong khi bộ phim được sản xuất bằng tiếng Anh thì những con vượn cảm thấy xúc phạm khi bị gọi là khỉ, nhưng trong truyện thì không thấy nói đến điều này vì "singes" theo tiếng Pháp có nghĩa vừa là "vượn" vừa là "khỉ".
Có 4 quyển truyện được làm theo phim của Schaffner, thực chất có khác so với nội dung truyện của Boulle:
- Ở dưới hành tinh khỉ (1970)
- Chạy trốn từ hành tinh khỉ (1971)
- Chinh phục hành tinh khỉ (1972)
- Trận chiến trên hành tinh khỉ (1973)

Bộ phim làm năm 1968 được làm lại vào năm 2001 - xem Hành tinh khỉ.

### Phim truyền hình
Có hai bộ phim truyền hình:
- Hành tinh khỉ (1974)
- Hành tinh khỉ (phim hoạt hình) (1975)

### Tiểu thuyết
- Hành tinh khỉ được viết bởi Pierre Boulle 1968

### Các bộ phim mô phỏng
- Ở dưới hành tinh khỉ do Michael Avallone đạo diễn năm 1974
- Chạy trốn từ hành tinh khỉ do Dag Moench đạo diễn
- Chinh phục hành tinh khỉ do John Jakes đạo diễn
- Trận chiến trên hành tinh khỉ do David Gerrold đạo diễn

### Các bộ phim mô phỏng, phiên bản làm năm 2001
- Hành tinh khỉ do William Thomas Quick dạo diễn năm 2001
- Hành tinh khỉ:Sự sụp đổ do William Thomas Quick đạo diễn năm 2002
- Hành tinh khỉ:Thuộc địa do William Thomas Quick đạo diễn năm 2003
- Hành tinh khỉ do John Whitman đạo diễn năm 2001
- Sự chống cự (Hành tinh khỉ) do John Whitman đạo diễn năm 2002
- Quyền lực (Hành tinh khỉ) do John Whitman đạo diễn năm 2002

### Tiểu thuyết đồ họa
- Tiểu thuyết dài hành tinh khỉ, Tập 1: Old Gods do Ian Edginton viết

### Tập phim truyền hình mô phỏng
- Hành tinh khỉ - Sự lánh nạn của loài người do George Alec Effinger đạo diễn
- Hành tinh khỉ - Chúa tể của khỉ do George Alec Effinger đạo diễn
- Hành tinh khỉ - Trốn chạy cho ngày mai do George Alec Effinger đạo diễn
- Hành tinh khỉ - Chuyến du hành kinh hoàng do George Alec Effinger đạo diễn

## Bản dịch tiếng Việt
Một bản dịch của Mai Thế Sang với tựa đề Hành tinh khỉ, Nhà xuất bản Đà Nẵng phát hành năm 1988.
Một bản dịch khác của Lưu Đình Tuân được Nhà xuất bản Hải Phòng phát hành năm 2002, có tựa đề Trên hành tinh khỉ.